# 金城站 (江原道)
金城站（朝鲜语：금성역；）曾为朝鲜半岛铁路金刚山线上的一个车站，位于江原道金化郡金化邑，已于1950年废止。

## 历史
- 1924年12月20日：开始使用。
- 1950年6月25日：停用本站。